# Antepipona aurantiaca
Antepipona aurantiaca  (лат.) — вид одиночных ос рода  Antepipona (Eumeninae).

## Распространение
Южная Азия: Индия, Шри-Ланка

## Описание
Мелкие осы: длина самок от 6,5 до 7 мм, самцы — 6 мм. Основная окраска желтовато-коричневая. Мандибулы, клипеус, пронотум, скутеллюм и метанотум жёлтые. Задняя часть метанотума (заднещитинка) килевидная, обрывистая, с двумя возвышающимися бугорками или зубцами. 1-й сегмент брюшка лишь немного уже 2-го, не стебельчатый. Первый тергит брюшка без поперечного валика, равномерно выпуклый. Вторая радиомедиальная ячейка крыла не стебельчатая. Голени средних ног с одной шпорой. Представители рода Antepipona гнездятся в земле, взрослые самки охотятся на гусениц бабочек, которыми питаются их личинки.